# Сикора, Ян
Ян Си́кора (чеш. Jan Sýkora; 29 декабря 1993, Пльзень, Чехия) — чешский футболист, полузащитник клуба «Виктория Пльзень» и сборной Чехии.

## Клубная карьера
Сикора — воспитанник пражской «Спарты». 16 ноября 2011 года в матче Кубка Чехии против «Зноймо» он дебютировал за основную команду. Летом 2014 года из-за высокой конкуренции Ян на правах аренды перешёл в «Зброёвка». 26 июля в матче против «Яблонца» он дебютировал в Синот лиге. В матче против «Слована» Сикора забил свой первый гол за «Брно».
Летом 2015 года Ян перешёл в либерецкий «Слован». В матче против «Пршибрама» он дебютировал за новую команду. 23 апреля 2016 года в поединке против «Баника» Сикора забил свой первый гол за «Слован». 25 августа в отборочном раунде Лиги Европы против кипрского АЕКа Ян сделал хет-трик. 15 сентября в поединке Лиги Европы против азербайджанского «Карабаха» Сикора забил гол. Этот мяч стал самым быстрым голом в истории Лиги Европы, Ян отличился уже на 9 секунде матча. В 2017 году он помог клубу выиграть чемпионат.

## Карьера в сборной
31 августа 2016 года в товарищеском матче против сборной Армении Сикора дебютировал за сборную Чехии, заменив во втором тайме Иржи Скалака.

## Достижения
Командные
 Славия Прага
- Чемпион Чехии — 2016/17
- Обладатель Кубка Чехии — 2017/18

 Виктория Пльзень
- Чемпион Чехии — 2021/22

## Статистика выступлений за сборную
| Матчи за сборную Чехии | Матчи за сборную Чехии | Матчи за сборную Чехии | Матчи за сборную Чехии | Матчи за сборную Чехии | Матчи за сборную Чехии  | Матчи за сборную Чехии |
| ---------------------- | ---------------------- | ---------------------- | ---------------------- | ---------------------- | ----------------------- | ---------------------- |
| №                      | Дата                   | Оппонент               | Счёт                   | Голы                   | Соревнование            |                        |
| 1                      | 31 августа 2016        | Армения                | 3:0                    | -                      | Товарищеский матч       |                        |
| 2                      | 11 октября 2016        | Азербайджан            | 0:0                    | -                      | Отборочный матч ЧМ-2018 |                        |
| 3                      | 15 ноября 2016         | Дания                  | 1:1                    | -                      | Товарищеский матч       |                        |
| 4                      | 22 марта 2017          | Литва                  | 3:0                    | -                      | Товарищеский матч       |                        |
| 5                      | 8 октября 2017         | Сан-Марино             | 5:0                    | -                      | Отборочный матч ЧМ-2018 |                        |
| 6                      | 8 ноября 2017          | Исландия               | 2:1                    | 1                      | Товарищеский матч       |                        |
| 7                      | 11 ноября 2017         | Катар                  | 1:0                    | -                      | Товарищеский матч       |                        |
| 8                      | 1 июня 2018            | Австралия              | 0:4                    | -                      | Товарищеский матч       |                        |
| 9                      | 6 сентября 2018        | Украина                | 1:2                    | -                      | Лига Наций 2018/19      |                        |
| 10                     | 10 сентября 2018       | Россия                 | 1:5                    | -                      | Товарищеский матч       |                        |
| 11                     | 11 ноября 2021         | Кувейт                 | 7:0                    | 2                      | Товарищеский матч       |                        |
| 12                     | 16 ноября 2021         | Эстония                | 2:0                    | 1                      | Отборочный матч ЧМ-2022 |                        |
| 13                     | 24 марта 2022          | Швеция                 | 0:1                    | -                      | Отборочный матч ЧМ-2022 |                        |
| 14                     | 29 марта 2022          | Уэльс                  | 1:1                    | -                      | Товарищеский матч       |                        |